# Jerzy Muzalon
Jerzy Muzalon (zm. sierpień/wrzesień 1258) – wielki domestyk Cesarstwa Nicejskiego.
Pochodził ze stanu plebejskiego. Po śmierci cesarza Teodora II Laskarysa został, wraz z patriarchą Arseniuszem, jednym z dwóch regentów 7-letniego następcy tronu, syna Teodora II Jana IV Laskarysa.
Powszechnie znienawidzony przez bizantyńską arystokrację, został zamordowany po 9 dniach regencji przez najemników łacińskich.